# José María Moro
José María García Moro (Madrid, 1933 - Segovia, 28 de enero de 2012) fue un profesor y escultor español.

## Características de sus obras
El trabajo del escultor se ha caracterizado por ir ganando las plazas y las calles públicas para la práctica del arte y la intervención del espectador, con montajes que parten de un solo color, una base cromática que cubre el piso, hasta pasar a la fiesta y el caos, cuando se van incorporando formas escultóricas y objetos que, finalmente, terminan esparcidos por la ciudad. De gran parte de esta actividad da cuenta el libro “Moro.1933-2000” editado por la Consejería de Educación y Cultura de la Junta de Castilla y León en el año 2000, con motivo de una exposición antológica del artista en la que se daba repaso a toda su trayectoria, en el Monasterio de Nuestra Señora del Prado, en Valladolid.

## Trayectoria
Actual miembro de la Real Academia de Historia y Arte de San Quirce, un centro de estudios locales heredero de la Universidad Popular Segoviana, en cuyo inicio formaron parte intelectuales como Antonio Machado, Mariano Quintanilla y Blas Zambrano.
Tras una larga carrera artística realizó su última intervención en Segovia, el 1 de agosto de 2009, dentro del Festival OxigenArte que se celebró en esta ciudad, con la que Moro está muy ligado y en la que reside. 
El escultor también vivió en otras ciudades como Puerto Rico y Nueva York. Licenciado en Bellas Artes, ejerció la docencia como profesor de la Escuela de Artes Aplicadas y Oficios Artísticos de Segovia, de cuya dirección también formó parte.
En su haber se encuentran trabajos de estudio y esculturas de tipo monumental, aunque las intervenciones artísticas en plena calle han sido sus preferidas y por las que se le conoce y reconoce en el sector.
Su despedida del arte consistió en la repetición de una actuación de 1966, en la que decidió compartir su proceso creativo son los viandantes y llenó la avenida Fernández Ladreda de Segovia de formas escultóricas de diferentes tamaños y de numerosos colores, que dejó al público para que las colocasen a su libre elección.

## Otros detalles
Una de las irrupciones artísticas en plena calle más singulares fue la de soltar una manada de vacas en la plaza de las Sirenas de Segovia, a las que seguían bandas y elementos de colores. 
Desde entonces ha realizado intervenciones en muchas ciudades europeas y españolas como Segovia, Valladolid, Salamanca, Cáceres, La Coruña, Ceuta, Lisboa (Portugal), y la italiana Ferrara, entre otras muchas. 
José María Moro aplicó otras tendencias artísticas a lo largo de su carrera como la figuración, la abstracción, y el orden geométrico y racional.
Como escultor realista tiene numerosas estatuas, como las dedicadas a San Juan de la Cruz o al folclorista Agapito Marazuela, en Segovia, elementos inconfundibles dentro del decorado urbano de la ciudad del Acueducto. Incluso realizó el paso de Jesús en la borriquilla que aún desfila los Domingos de Ramos por las calles de la capital segoviana.
Este artista reside habitualmente en Segovia, donde tiene su estudio, ubicado en un torreón medieval de la localidad de Lastras del Pozo.
El escultor sostiene que todo lo que realiza puede ser efímero porque dura un pequeño espacio de  tiempo, pero se retiene en la mente del espectador y se guarda para siempre en documentos, como fotografías o vídeos.

## Moro en imágenes

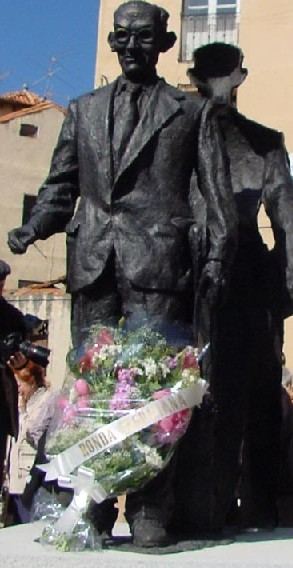
Escultura del músico y dulzainero Agapito Marazuela en la plazuela de la judería de Segovia, obra de Moro.
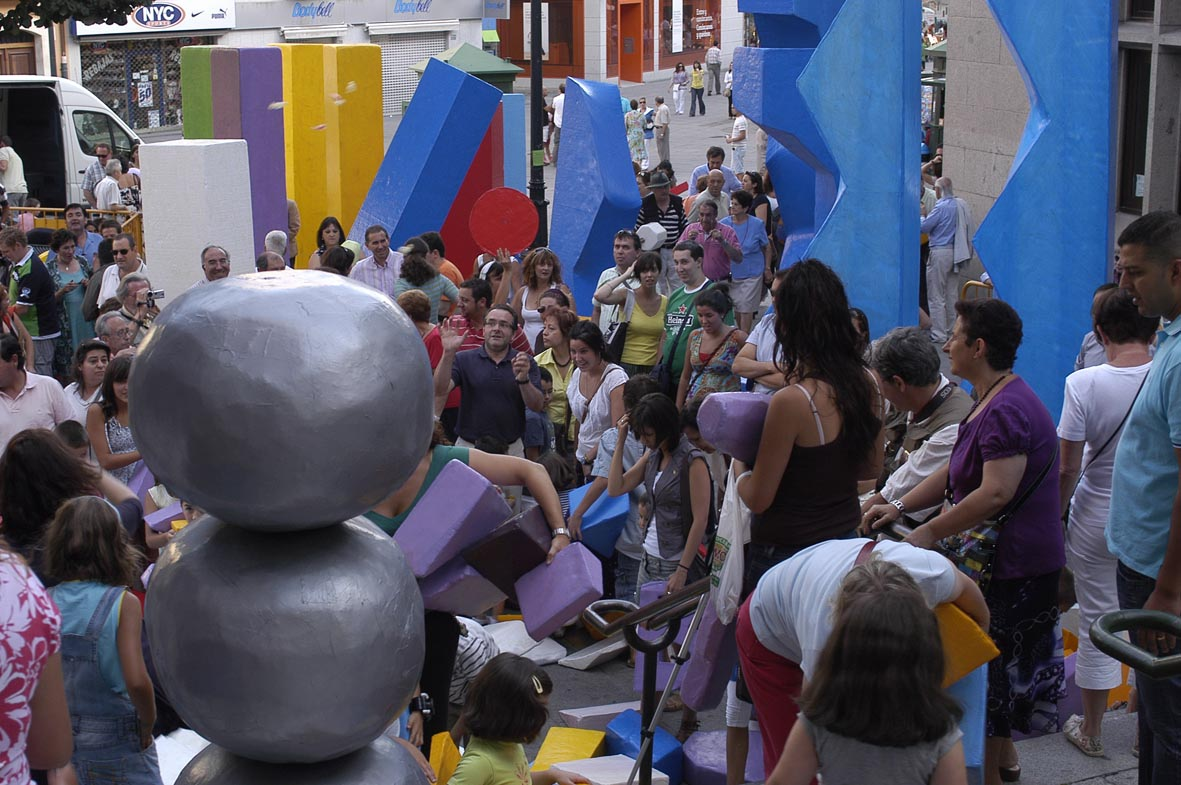
Los espectadores completaron la obra de José María Moro en su última intervención artística
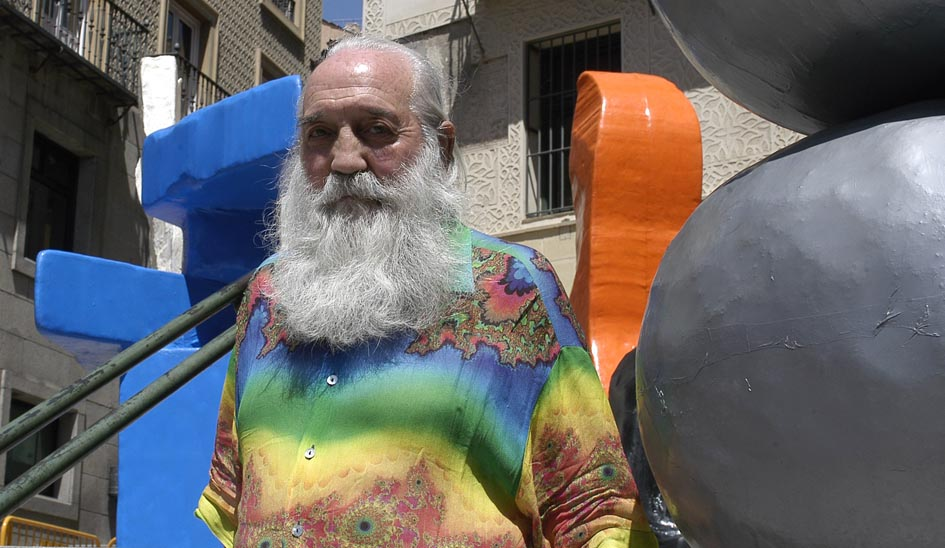
Moro ante las piezas de la intervención artística urbana con la que se despidió de la producción
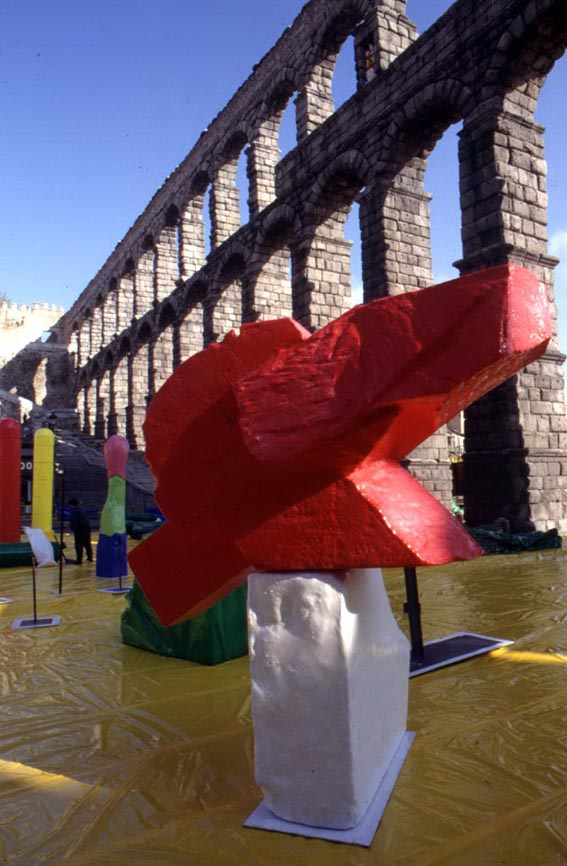
Intervención artística de José María Moro en 1966
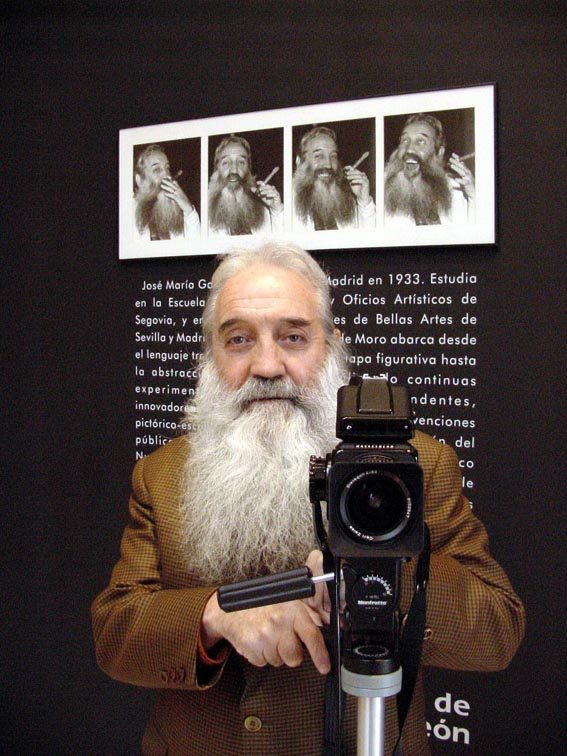
Moro, considerado en algunos medios referencia cultural en la capital segoviana
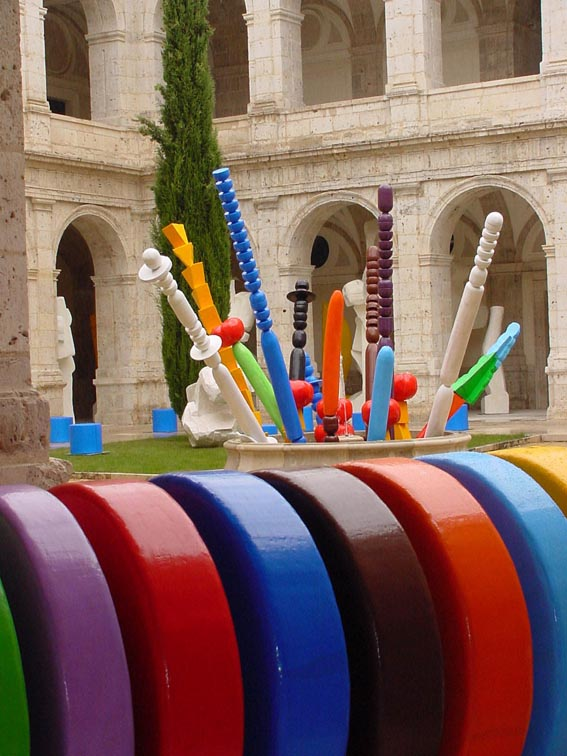
La obra de Moro ha dado color a los rincones más insospechados de Segovia
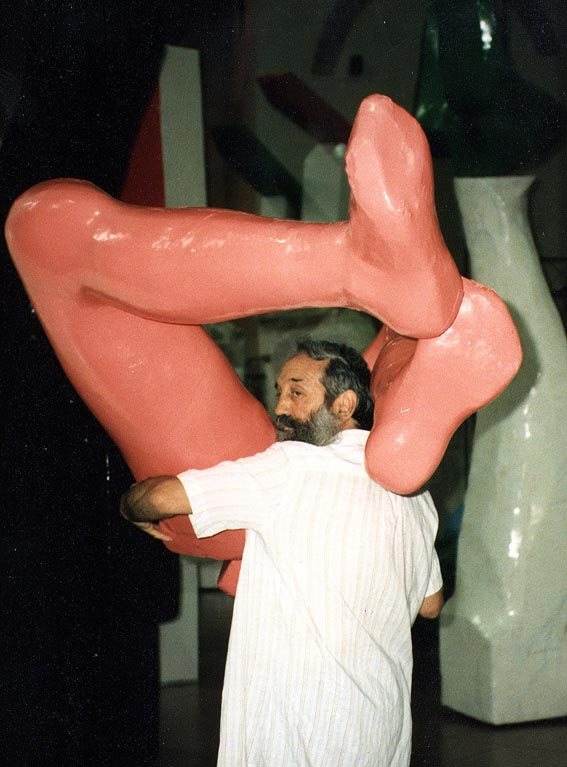
Moro preparando una de sus intervenciones artísticas en los años 60